# Henry Frères
Ne doit pas être confondu avec Henry (cratère lunaire).
Pour les articles homonymes, voir Henry.
Henry Frères est un cratère d'impact lunaire situé sur de la face visible de la Lune. Il se situe au ouest-nord-ouest du cratère Henry, à l'ouest du Cavendish et à l'ouest-sud-ouest du cratère Byrgius. La bordure extérieure du cratère Henry Frères est presque circulaire, avec un léger renflement vers l'extérieur au sud-ouest. Vu de la Terre, cependant, ce cratère a une forme ovale en raison de l'effet de rapprochement. La bordure a une certaine irrégularité au nord-est, mais le rebord n'est pas significativement érodé ou recouvert par des cratères d'impacts ultérieurs.
En 1961, l'Union astronomique internationale lui a attribué le nom de Henry Frères en l'honneur des astronomes français Paul-Pierre Henry et Prosper-Mathieu Henry.

## Cratères satellites

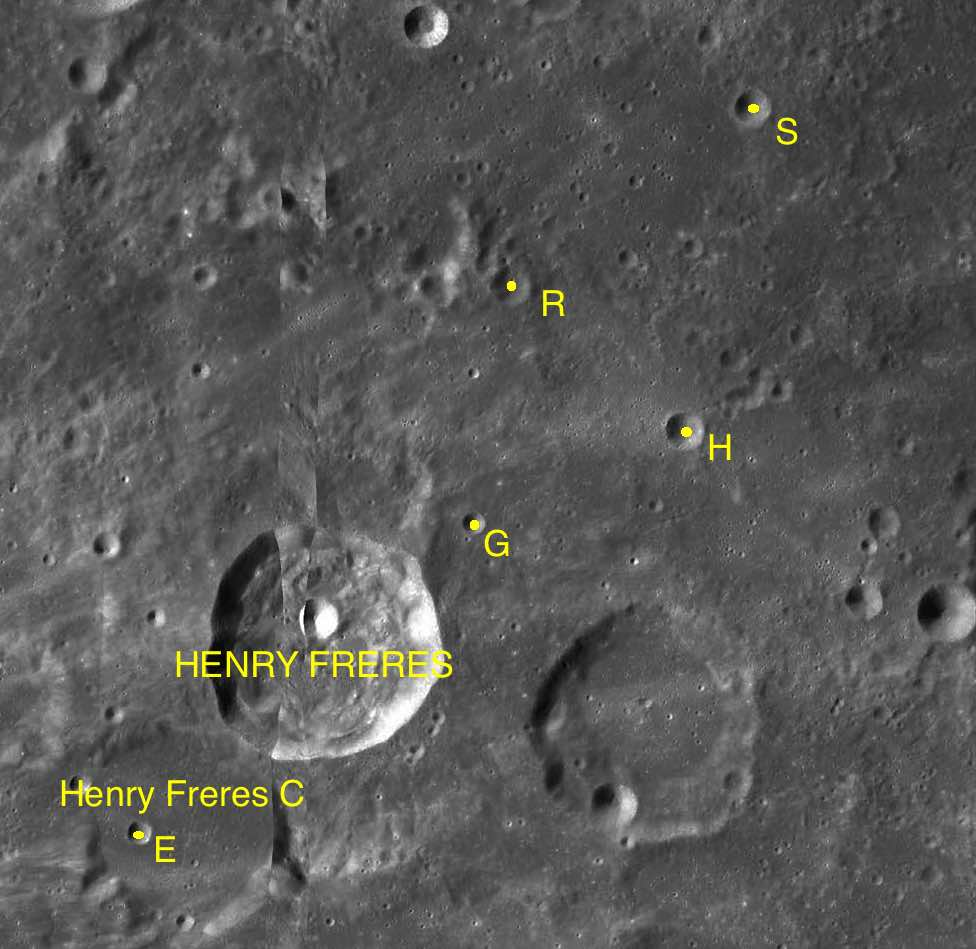
Carte des cratères satellites de Henry Frères.

Par convention, les cratères satellites sont identifiés sur les cartes lunaires en plaçant la lettre sur le côté du point central du cratère qui est le plus proche de Henry Frères.
| Henry Frères | Latitude | Longitude | Diamètre |
| ------------ | -------- | --------- | -------- |
| C            | 24.6° S  | 59.7° W   | 37 km    |
| E            | 24.6° S  | 60.0° W   | 4 km     |
| G            | 22.8° S  | 58.0° W   | 4 km     |
| H            | 22.3° S  | 56.6° W   | 6 km     |
| R            | 21.5° S  | 57.8° W   | 7 km     |
| S            | 20.5° S  | 56.4° W   | 6 km     |